# Erynniopsis antennata
Erynniopsis antennata är en tvåvingeart som först beskrevs av Camillo Rondani 1861.
Erynniopsis antennata ingår i släktet Erynniopsis och familjen parasitflugor. Inga underarter finns listade i Catalogue of Life.